# 謬誤列表
謬誤與謬論是不恰當的推理，一般而言謬誤指不當的推理思路，而謬論指不當的推理言論，可能是說者有不當思路，或說者無不當思路，但意圖使聽者產生不當思路或其言論明顯容易誤導聽者產生不當思路。也有較寬鬆的使用方式，例如把所有與事實不符的主張皆稱作謬誤。
謬誤與謬論並無清晰明確的分類，西方诸哲學家大致分為形式謬誤與非形式謬誤，李天命主張分為“不一致”、“不相干”、“不充分”、“不當”預設四大類，並將“語害”另歸一類。尚有其他不同的主張。
以下列表將謬誤大致區分為形式謬誤與非形式謬誤，細項不直接分類，唯將大致相關的謬誤盡可能放在一起以便查閱，並避免重複列舉，常用的大類以淡綠色背景標示，從屬的項目一般放在大類項目之後，但由於從屬關係複雜，有的謬誤並不是嚴格地從屬於另一謬誤，有的謬誤可同時從屬於多個謬誤大類，因此這些歸類與排序僅供參考，不必拘泥。

## 形式謬誤
形式謬誤是推理有邏輯結構缺陷，這些推理必定是無效的。
| 名稱                       | 原文                                           | 描述 |
| -------------------------- | ---------------------------------------------- | --- |
| 命題邏輯謬誤               | Fallacy of propositional logic                 | 命題邏輯是把命題視做不可分割的整體，對多個命題做真假值運算的形式系統，主要運算子包括（非；{\displaystyle \lnot }）、聯言（且；{\displaystyle \land }）、選言（或；{\displaystyle \lor }）、蘊涵（若；{\displaystyle \rightarrow }）、等值（若且唯若；{\displaystyle \leftrightarrow }）。違反命題邏輯系統運算規則即構成命題邏輯謬誤。 |
| 肯定後件                   | Affirming the consequent                       | 命題邏輯的推理錯誤：「若P則Q」為真，且Q為真，推得P為真。 |
| 否定前件                   | Denying the antecedent                         | 命題邏輯的推理錯誤：「若P則Q」為真，且P為假，推得Q為假。 |
| 肯定選言                   | Affirming a disjunct                           | 命題邏輯的推理錯誤：「P或Q」為真，且P（或Q）為真，推得Q（或P）為假。像例如說「死刑有助治安，或者能讓民眾感到正義伸張。死刑能讓民眾感到正義伸張，因此死刑無助治安。」 |
| 否定聯言                   | Denying a conjunct                             | 命題邏輯的推理錯誤：「P且Q」不為真，且P（或Q）不為真，推得Q（或P）為真。 |
| 換位不換質或條件式轉向     | Commutation of conditionals                    | 命題邏輯的推理錯誤：「若P則Q」為真，推得「若Q則P」為真。 |
| 換質不換位或不當的換質換位 | Improper transposition                         | 命題邏輯的推理錯誤：「若P則Q」為真，推得「若非P則非Q」為真。 |
| 量化詞邏輯謬誤             | Fallacy of quantificational logic              | 謂詞邏輯是對命題邏輯的擴充，主要引入了量化詞運算子「對於所有的」（{\displaystyle \forall }）、「存在」（{\displaystyle \exists }）。誤用量化詞相關運算規則即構成量化詞邏輯謬誤。 |
| 無端對立或有些是有些不是   | Unwarranted contrast; Some are/Some are not    | 傳統邏輯的推理錯誤，把特稱肯定句與特稱否定句互轉。例如從「有些S是P」推得「有些S不是P」。像例如「有些P問題是NP問題，因此，有些P問題不是NP問題。」 |
| 非法换位                   | Illicit conversion                             | 傳統邏輯的推理錯誤，把全稱肯定句或特稱否定句換位。例如從「所有S都是P」推得「所有P都是S」。像例如「任何P問題都是NP問題，因此，任何NP問題都是P問題。」 |
| 不當換質換位               | Illicit contraposition                         | 傳統邏輯的推理錯誤，把全稱否定句或特稱肯定句換質換位。例如從「沒有S是P」推得「沒有非P是非S」。 |
| 存在性謬誤                 | Existential fallacy                            | 不當假定推論中提及的集合非空，即從「對於所有的X」推理出「存在X」。例如從「獨角獸只有一隻角」推得「有些獨角獸只有一隻角」。 |
| 量化詞對調                 | Quantifier shift                               | 謂詞邏輯的推理錯誤，不當把「對於所有的…存在…」對調為「存在…對於所有的…」。 |
| 三段論邏輯謬誤             | Syllogistic Fallacy                            | 定言三段論是傳統邏輯系統的一部分，主要處理由兩個前提推理出結論的推理規則。違反這些規則即構成三段論邏輯謬誤。 |
| 大詞不當                   | Illicit major                                  | 三段論邏輯的推理錯誤，大詞在結論中周延，卻在前提中不周延。 |
| 小詞不當                   | Illicit minor                                  | 三段論邏輯的推理錯誤，小詞在結論中周延，卻在前提中不周延。 |
| 中詞不周延                 | Undistributed middle                           | 三段論邏輯的推理錯誤，中詞在兩個前提中都不周延。 |
| 肯定前提推得否定結論       | Negative conclusion from affirmative premises  | 三段論邏輯的推理錯誤，二前提皆為肯定，結論卻為否定。 |
| 否定前提推得肯定結論       | Affirmative conclusion from a negative premise | 三段論邏輯的推理錯誤，一前提為否定，結論卻為肯定。 |
| 互斥前提                   | Exclusive premises                             | 三段論邏輯的推理錯誤，二前提皆為否定。 |
| 四詞謬誤                   | Fallacy of four terms; Quaternio terminorum    | 三段論邏輯的推理錯誤，因歧義等因素，造成實際上有四個詞，而非三個詞。 |
| 中詞含糊謬誤               | Fallacy of the ambiguous middle term           | 三段論邏輯的推理錯誤，因中詞含糊不清，造成邏輯不連貫。為四詞謬誤的一種。 |
| 爛理由謬誤                 | Bad reasons fallacy                            | 基於某論證不健全推得其結論為假。形式上為「若P則Q；P為假；故Q為假」或「若P則Q為假；故Q為假」。 |
| 謬誤謬誤                   | Fallacy fallacy                                | 基於某論證無效推得其結論為假。形式上為「若P則Q為假；故Q為假」。 |
| 蒙面人謬誤                 | Masked man fallacy                             | 對內涵性語句不當使用代換原則。例如「小美相信超人會飛；超人是克拉克肯特；因此，小美相信克拉克肯特會飛」。 |

## 非形式謬誤
非形式謬誤不是邏輯結構有缺陷，而是其他因素造成推理無說服力的情況，往往必須考慮語義詮釋及具體情境，才能判斷是否為合理推論。非形式謬誤一般分為言詞謬誤與實質謬誤。
| 名稱                                   | 原文                                                                               | 描述 |
| -------------------------------------- | ---------------------------------------------------------------------------------- | --- |
| 言詞謬誤                               | Verbal fallacy                                                                     | 泛指各種因語意混亂造成的不恰當推理，可大致分為模糊、歧義、廢話三類。 |
| 模糊謬誤                               | Vagueness                                                                          | 模糊是語義籠統，無法明確解讀成特定意思的現象。因語義模糊造成的錯誤推理即為模糊謬誤。 |
| 劃界謬誤或連續體謬誤                   | Line drawing fallacy; Continuum fallacy                                            | 主張由於一個概念或兩個彼此對立的概念沒有明確的界限，因此不應區分。例如禿和不禿沒有區別、冷與熱沒有界線、超速不可能有標準等等。 |
| 洛基的賭注                             | Loki's wager                                                                       | 主張某個概念無法明確定義，因而問題無法討論。是劃界謬誤的一例。 |
| 假精確或過度精確                       | False precision; Overprecision                                                     | 把估計值當做精確數值，忽略誤差。例如去年聽說中國文化有4000年歷史，今年便說中國文化有4001年歷史。 |
| 具體化謬誤                             | Reification fallacy                                                                | 把抽象概念當具體概念使用，以譬喻、轉化等修辭方式論述，令人難以理解實際意思。例如「國家喜歡你」。 |
| 歧義謬誤                               | Ambiguity                                                                          | 歧義是字詞或語句可理解為多種意思的現象，因歧義造成的不當推理即是歧義謬誤，其中一種是誤解他人語義造成錯誤推理；另一種是在論述時某些相同或近似語句意思有變化，造成邏輯不連貫。                                                                                             |
| 一詞多義                               | Equivocation                                                                       | 因字詞有多種解讀造成的混淆與錯誤推理。 |
| 歧義句構                               | Amphiboly                                                                          | 因句子按文法有多種理解方式造成的混淆與錯誤推理。 |
| 轄域謬誤                               | Scope fallacy                                                                      | 轄域是邏輯學上各種邏輯算子的作用範圍，語句因歧義句構造成的誤會或不當推理，往往可藉形式化分析出轄域上的混淆。 |
| 加重語氣                               | Accent                                                                             | 因口語抑揚頓挫不同造成的混淆與錯誤推理。 |
| 語境去除、脫離語境的引用、引言探勘     | Contextomy; Quoting out of context; Quote mining                                   | 引用某人的說詞作為論證理據，卻忽略了語境，扭曲了原來的意思。 |
| 斷章取義                               |                                                                                    | 引用某人的說詞作為論證理據，卻不當刪除了上下文，扭曲了原來的意思。 |
| 概念滑轉、概念混淆、概念扭曲           |                                                                                    | 概念滑轉是字詞意義不同造成的錯誤推理。其中若字詞本來便可理解為多種意思，稱作概念混淆；若將字詞以違反一般用法或正確用法的方式使用，則是概念扭曲。 |
| 偷換概念                               |                                                                                    | 蓄意把談論中的某些關鍵詞換成其他概念。 |
| 挪動門柱                               | Moving the goalposts                                                               | 改變達成目標的準則。 |
| 定義謬誤                               | Fallacy of definition                                                              | 泛指各種因定義不當造成的推理問題。如篡改定義、循環定義。 |
| 定義家謬誤                             | Definist fallacy                                                                   | 論證時對相關詞語不當定義，有三種用法：其一是把某特質定義為另一個詞語，其二是堅持使用說服性的定義，其三是堅持在使用詞語前一定要先定義。 |
| 修改定義                               | (Arbitrary) redefinition                                                           | 不當改變關鍵詞定義造成誤導。一種是賦予關鍵詞不恰當的詞法定義；一種是使用約定定義論述，卻不說明，使他人誤以為談的是該詞語的一般意義。 |
| 沒有真正的蘇格蘭人或訴諸純潔           | No true Scotsman; Appeal to purity                                                 | 提出虛假的一般化主張，如「真正的Ｘ」如何如何，然而所謂「真正的」純粹是用於排除Ｘ之中的反例。 |
| 廢話謬誤                               |                                                                                    | 論證或主張看似有意義，實質上卻空洞無內容或對主題毫無助益。 |
| 瑣碎真理                               | Trivially truth                                                                    | 正確卻對主題毫無助益的資訊。 |
| 無意義的問題                           | Meaningless question                                                               | 對認知或爭議主題毫無助益的發問。 |
| 套套邏輯、恆真句式、分析語句           | Tautology                                                                          | 把論述中關鍵詞的意義換成自訂定義，使原論述語義上恆真，卻空洞無內容。 |
| 回顧性宿命論                           | Retrospective determinism                                                          | 在某事發生後，主張某事是註定會發生。然而如果不能在某事發生前預測某事是否將會發生，所謂「註定會發生」是空洞無意義的。例如宣稱：「從既有的历史證據來看，二戰的发生是人类历史上必然发生的战争。即使希特勒在战前死亡，纳粹德國也必定會侵略波蘭的。」                         |
| 實質謬誤或素材謬誤                     | Material fallacy                                                                   | 非屬言詞謬誤的非形式謬誤，包括不一致、不相干、不當預設等多種前提不真確或前提無法無法推得結論的情形。 |
| 不一致的謬誤                           | Fallacy of inconsistency                                                           | 提出的主張或論證前提自我衝突或自我推翻，不可能成立。 |
| 自我衝突或自我矛盾                     | Self-conflict; Self-contradiction                                                  | 提出的多個主張或論證前提無法同時為真。 |
| 破釜邏輯                               | Kettle logic                                                                       | 提出多個理由防衛某論點，但這些理由無法同時為真。例如某人被指控拿房間裡的一百元，先是說他沒進過房間，後來又說他進房間時沒看到錢。 |
| 矛盾的前提                             | Contradictory premises                                                             | 論證的多個前提無法同時為真。此時論證的結論是不可接受的，必須拒絕至少一個前提。 |
| 自我推翻                               | Self-disproving                                                                    | 論述者的行為或相關情境證明了論述不可能成立。例如某人用漢語說「我一句漢語都不會說」。 |
| 推論失效、推不出                       | Non sequitur                                                                       | 泛指各種前提無法推理出結論的情況，包括不相干的謬誤與不充分的謬誤。 |
| 不相干的謬誤或分散注意力的謬誤         | Fallacy of irrelevance; Fallacy of relevance; Fallacy of distraction               | 提出與爭議主題無關的論述。較廣義的用法包括兩種方式：一是論證的前提和結論缺乏邏輯關聯（偽冒理據），二是提出與爭議主題沒有邏輯關聯的主張或論證（偽冒論題）；較狹義的用法只包括偽冒理據。                                                                                   |
| 偽冒論題或歪曲論題                     | Ignoratio elenchi                                                                  | 提出與爭議主題沒有邏輯關聯的主張或論證。 |
| 稻草人論證                             | Straw man                                                                          | 攻擊對方並未提出的論點。 |
| 紅鯡魚                                 | Red herring                                                                        | 製造其他議題，以轉移他人對原議題的注意力。 |
| 煙霧彈或煙幕                           | Smoke screening                                                                    | 引入細節把議題弄得複雜，令他人無法注意該注意的重點。 |
| 偽冒理據或不相干的結論                 | Irrelevant conclusion                                                              | 論證的前提和結論缺乏邏輯關聯（往往乍看有關聯）。換言之，無論前提是對是錯，結論的真確性都不受影響。 |
| 起源謬誤                               | Genetic fallacy; Fallacy of origins; Fallacy of virtue                             | 攻擊論證的來源，比如提出論證的人或其出身背景、或論證前提的資訊來源等等，但這些攻擊無法連結到論證本身的有效性。例如訴諸人身、訴諸詞源。 |
| 假資訊來源                             | False attribution                                                                  | 根據不恰當的資訊來源提出主張，比如不相關的、品質低劣的、提出者身份不明的、偏頗的、或偽造的資訊來源。 |
| 黃鼠狼的話或匿名權威                   | Weasel words; Anonymous authority                                                  | 主張某專家支持某事，因此某事是對的，但該「專家」身份不明，因而令人懷疑。是假資訊來源的一種。 |
| 訴諸權威                               | Appeal to authority; Argumentum ad verecundiam                                     | 主張某專家支持某事，因此某事是對的，但該專家說法的可靠性令人懷疑，例如：並非相關領域的專家，該專家在開玩笑，該專家只是談個人看法，專業社群對該專家的說法意見分歧，該「專家」身分不明……等等。                                                                             |
| 訴諸名人                               | Appeal to celebrity                                                                | 主張某名人支持某事，因此某事是對的。 |
| 訴諸群眾                               | Argumentum ad populum                                                              | 主張很多人支持某事，因此某事是對的。 |
| 全知論證                               | Argument from omniscience                                                          | 主張所有人都知道、都同意某事等等。但人不可能全知，這說法多半是不可信的。 |
| 訴諸人身、對人不對事、或以人廢言       | Argumentum ad hominem                                                              | 宣稱某人有某些個人特質，以明示或暗示其主張可取或不可取。這些個人特質可以是人格、動機、態度、地位、階級或處境等等。 |
| 扣帽子、貼標籤或井裡下毒               | Poisoning the well                                                                 | 把某些負面特質強加至他人身上，以明示或暗示其主張不可取。 |
| 人身攻擊                               | Personal attack; Name-calling                                                      | 宣稱某人有某些負面特質，以明示或暗示其主張不可取。 |
| 穢言謬誤                               | Abusive fallacy                                                                    | 用不雅的言語攻擊他人，以明示或暗示其主張不可取。 |
| 訴諸動機                               | Appeal to motive                                                                   | 宣稱某人主張某事背後有某些動機，以明示或暗示其主張可取或不可取。 |
| 作風蓋過實質                           | Style over substance                                                               | 宣稱某人的向來作風如何，因此他一定會如何。 |
| 你也一樣、訴諸虛偽、或訴諸偽善         | Tu quoque; Appeal to hypocrisy                                                     | 宣稱某人反對某事，但他自己也做了某事，因此其反對是虛假偽善的、某事並沒有錯。 |
| 關聯謬誤                               | Association fallacy                                                                | 將某主張與有特定形象（包括正面和負面的形象）的個人或團體連結，以明示或暗示該主張可取或不可取。 |
| 罪惡關聯                               | Guilt by association                                                               | 將某主張與形象不好的個人或團體連結，以明示或暗示該主張可取或不可取。有二種常見形式：其一是宣稱形象不好的某人或某團體也支持某主張，因此某主張是錯的；其二是指控支持某主張的人都歸屬於某個形象不好的團體。                                                                 |
| 希特勒歸謬法或發希特勒卡               | Reductio ad Hitlerum; Hitler card                                                  | 宣稱形象不好的某人或某團體也支持某主張，因此某主張是錯的。一般專指希特勒被用於比較的時候。 |
| 訴諸好人                               | Pro hominem                                                                        | 宣稱某人有某些正面特質，以明示或暗示其主張可取。 |
| 訴諸成就                               | Appeal to accomplishment                                                           | 宣稱某人或某人的團隊沒有相應的成就，因而其主張不可取。例如宣稱某人不會開車，因此沒資格批評他人開車太危險。 |
| 訴諸富貴                               | Argumentum ad crumenam; Argument to the purse; Appeal to wealth                    | 宣稱某人有財富、有地位，因而其主張可取；或某人沒財富、沒地位，因而其主張不可取。 |
| 訴諸貧賤                               | Argumentum ad lazarum; Appeal to poverty                                           | 宣稱某人沒財富、沒地位，因而他是正直善良的，其主張可取；或某人有財富、有地位，因而他是邪惡狡詐的，其主張不可取。 |
| 訴諸智能                               | Appeal to psychology                                                               | 宣稱某人智能不足、心智狀態不穩定等，因而其主張不可取。 |
| 詞源謬誤                               | Etymological fallacy                                                               | 宣稱某個字詞在歷史上有某種意義，因而現在它一定有某種意義。 |
| 格言論證                               | Thought-terminating cliché                                                         | 用格言、俗諺或民間智慧證成主張，卻未考慮其背後理據與適用情境。 |
| 訴諸年代或年代勢利                     | Chronological snobbery                                                             | 宣稱某觀念或事物起於較早的年代，因此不如現今的好。 |
| 訴諸新潮                               | Argumentum ad novitatem; Appeal to novelty; New is better                          | 宣稱某觀念或事物最新、最符合時代潮流，因此是好的。 |
| 訴諸傳統                               | Argumentum ad antiquitatem; Appeal to tradition; Old is better                     | 宣稱某觀念或事物行之已久，因此是好的。 |
| 訴諸信心                               | Appeal to faith                                                                    | 宣稱對方必須先相信一件事是真的，才能找到支持這件事的證據。 |
| 非我所創                               | Not invented here (NIH)                                                            | 宣稱某觀念或事物不是自己人創造的，因此是不好的。 |
| 是我所創                               | Invented Here                                                                      | 宣稱某觀念或事物是自己人創造的，因此是好的。 |
| 訴諸情感                               | Appeal to emotion                                                                  | 激起他人的情感，以誘導他們支持自己的主張。 |
| 訴諸恐懼                               | Argumentum ad metum; Argumentum in terrorem; Appeal to fear; Scare tactics         | 激起他人對某事物的恐懼，以誘導他們反對某事物。 |
| 訴諸厭惡                               | Appeal to disgust                                                                  | 激起他人對某事物的噁心、厭惡感，以誘導他們不支持某事物。 |
| 訴諸仇恨                               | Argumentum ad odium; Appeal to spite; Appeal to hatred                             | 激起他人對某事物的仇恨，以誘導他們不支持某事物。 |
| 訴諸諂媚                               | Appeal to flattery                                                                 | 奉承、諂媚他人，以誘導他們支持自己。 |
| 訴諸憐憫、訴諸同情、訴諸愧疚           | Argumentum ad misericordiam; Appeal to pity; Appeal to compassion; Appeal to guilt | 激起他人對自己同情或愧疚，以誘導他們支持自己。 |
| 訴諸可愛                               | Appeal to cuteness                                                                 | 使用可愛、純真、討人喜歡的人事物，以誘導他人支持某些想法。 |
| 訴諸性感                               | Appeal to sexiness                                                                 | 使用性感的人事物，以誘導他人支持某些想法。 |
| 時髦術語                               | Buzzwords                                                                          | 使用新奇、有趣、時髦的詞語，以誘導他人支持某些想法。 |
| 訴諸荒謬或訴諸嘲弄                     | Appeal to ridicule; Appeal to mockery                                              | 嘲笑某事物，宣稱其荒謬可笑，以誘導他人不支持某事物。 |
| 訴諸自然                               | Argumentum ad naturam; Appeal to nature                                            | 宣稱某事物符合自然天性，因此是好的；或某事物不符合自然天性，因此是不好的。 |
| 訴諸後果                               | Argumentum ad consequentiam; Appeal to consequences                                | 根據一命題導致的後果決定它是真是假。 |
| 訴諸不良後果                           | Appeal to adverse consequences                                                     | 由於一命題會導致不欲的後果，因此不相信它是真的。 |
| 訴諸武力、訴諸恐嚇或恐嚇論據           | Argumentum ad baculum; Appeal to force                                             | 威脅如果對方支持某事，就要懲罰他，以明示或暗示對方不該支持某事。 |
| 一廂情願                               | Wishful thinking                                                                   | 由於自己希望某事發生，因此主張（或相信）某事是真的；或由於自己不希望某事發生，因此主張（或相信）某事是假的。 |
| 訴諸無知                               | Argumentum ad ignorantiam; Argument from ignorance                                 | 宣稱由於某事未被證明為假，因此是真的；或由於某事未被證明為真，因此是假的。」 |
| 訴諸難以置信                           | Argument from incredulity                                                          | 宣稱由於自己難以想像某事為真的情況，因此某事是假的。 |
| 訴諸自我知識                           | Argument from self-knowing                                                         | 宣稱由於自己不知道某事，因此某事是假的。 |
| 默證                                   | Argumentum e silentio; Argument from silence                                       | 宣稱由於支持某事的人未提供證據，因此某事不是真的。默證常用於歷史研究，主張某人（或某時代）的著作（或文獻）未提及某觀念，因而某人（或某時代）無某觀念。 |
| 證明不存在                             | Proving non-existence                                                              | 要求對方證明某事物不存在，否則就得承認某事物存在。 |
| 轉移舉證責任                           | (shifting the) Burden of proof; Onus probandi                                      | 不為自己的論點提出理由，而要求質疑的人提出理由證明自己的論點是錯的。 |
| 訴諸中庸                               | Argumentum ad temperantiam; Argument to moderation                                 | 宣稱多個衝突主張的折衷就是最佳解。然而，許多時候折衷的選擇會更不切實際、更不可取。 |
| 冤冤相报                               | Two wrongs make a right                                                            | 主张某个错误可由另一个错误抵消或修正。 |
| 我有權發表意見或訴諸言論自由           | I'm entitled to my opinion; I have a right to my opinion                           | 說法被質疑時，主張自己有權發表意見或有言論自由。例如，当“全球暖化否定說”被專家推翻時，反對全球暖化現象存在的人聲稱學術界打壓反对者的言論自由。 |
| 不充分的謬誤                           | Fallacy of insufficiency; Fallacy of insufficient evidence                         | 前提雖與結論有關，但不足以充分支持結論。換言之，即使前提是對的，也不能完全確定或足夠確定結論是對的。 |
| 分割謬誤                               | Fallacy of distribution                                                            | 認為個體和整體有相同的特質。可分為合成謬誤與分割謬誤。 |
| 合成謬誤                               | Composition fallacy                                                                | 認為個體的特質就是整體的特質。 |
| 分割謬誤                               | Division Fallacy                                                                   | 認為整體的特質就是個體的特質。 |
| 演繹性謬誤                             | Deductive fallacy                                                                  | 泛指各種不恰當的演繹推理。例如籠統概括與各種形式謬誤。 |
| 簡化推論、簡單地說、籠統概括           | A dicto simpliciter; Ad dictum simpliciter; Sweeping generalization                | 認為通則不能容許任何例外。可分為偶例謬誤與逆偶例謬誤。 |
| 偶例謬誤或例外謬誤                     | Accident                                                                           | 「通則凌駕例外」，基於通則否定例外的正當性。 |
| 逆偶例謬誤或反例外謬誤                 | Converse accident                                                                  | 「例外凌駕通則」，基於例外否定通則的正當性。 |
| 草率归纳                               | Inductive fallacy                                                                  | 泛指各種不正確的歸納推理。 |
| 錯誤概括、不當概括、草率歸納           | Faulty generalization; Inappropriate generalization; Hasty generalization          | 根據不夠充足或不夠具代表性的樣本，歸納出一般性的結論。 |
| 偏差樣本或不具代表性的樣本             | Biased sample; Unrepresentative sample                                             | 根據缺乏代表性的樣本歸納出一般性的結論。如樣本數太小、樣本並非隨機選取等等。像例如只根據一個或少數幾個國家廢除死刑後謀殺犯罪率下降或不變的數據，就論證說死刑無助治安。                                                                                                   |
| 偏差統計                               | Biased statistics                                                                  | 根據不恰當的統計方法推論出一般性的結論。 |
| 單方論證                               | Cherry picking                                                                     | 刻意挑選支持論點的資料呈現，不支持論點的資料則忽略不計。 |
| 軼事證據                               | Anecdotal evidence                                                                 | 根據傳聞、故事等少數個例推理出一般性的結論。 |
| 誤導性鮮活個案                         | Misleading vividness                                                               | 選取少數特殊個案，提供非常充分的細節，以誘導他人相信其普遍性。例如不斷舉例說明某個貧窮家庭的可憐故事，藉此讓人相信整個國家都充斥這樣的貧窮人口；或某名病人不斷訴說他奇蹟痊癒的故事，令人误以為同樣的疾病可以以同樣的方式奇蹟痊癒。参幸存者偏差。                         |
| 壓倒性例外                             | Overwhelming exception                                                             | 提出看似普遍性通則的主張，卻附加聲明排除極多例外。 |
| 片面辯護                               | Special pleading                                                                   | 主張某些情況是一般性原則的例外，卻提出無關的理由。 |
| 懶於歸納                               | Slothful induction                                                                 | 拒絕一切統計性、歸納性的結論，即使背後證據強而有力亦然。像例如說「就算有大量證據證明《聖經》裡的耶穌基督有史實原型，我依舊相信耶穌基督是純粹的虛構角色。」 |
| 以偏概全                               |                                                                                    | 泛指各種以部分概括整體的推理。如逆偶例謬誤、合成謬誤、輕率概括、單方論證等等。 |
| 訴諸可能或把合理當正確                 | Appeal to possibility; Appeal to probability                                       | 基於一件事有可能或相當可能是真的，就把它當作確定是真的，忽略其他可能性。 |
| 布佛氏論證                             | Bulverism                                                                          | 假定某觀點是錯的，由此出發解釋為什麼許多人會相信它，然後斷定該觀點是錯誤的。 |
| 鬼祟謬誤或訴諸陰謀                     | Furtive fallacy                                                                    | 主張事情的真相一定是某些人在背後操作。有些會宣稱某事件缺乏詳細證據，就是那些陰謀份子蓄意掩飾證據所致。 |
| 單方論證、隱瞞證據、或片面真相         | One-sided argument; Suppressed evidence; Argument by half truth                    | 只談支持論點的理由，而不談反對的理由。 |
| 不完整的比較                           | Incomplete comparison                                                              | 使用不清楚、不完整的證據支持論點。例如「甲公司的產品比乙公司的產品更好。」卻不說明「好」是採用什麼意義及標準。 |
| 不一致的比較                           | Inconsistent comparison                                                            | 對不同對象比較不同的事。例如「甲公司的產品比乙公司的更便宜，比丙公司的更多功能。」 |
| 不當類比、或弱類比                     | False analogy; Weak analogy                                                        | 使用不恰當的類比推論而得出不恰當的結論。不恰當的類比推論可以是不相干、不充分、或不當預設。 |
| 涅槃謬誤或完美主義謬誤                 | Perfectionist fallacy; Nirvana fallacy                                             | 「不完美就不應該」，主張某個方案不完美、有缺陷，因而不應該做。 |
| 權宜主義謬誤                           | Fallacy of expediency                                                              | 「應該就別求完美」，主張某方案是為了重要的目的，因而無論有多少缺陷都應該做。 |
| 因果謬誤、虛假原因、亂賦因果           | Causal Fallacy; False cause; Non causa pro causa                                   | 泛指各種未有充分證據便輕率斷定因果關係的不當推論。 |
| 偽關係                                 | Spurious relationship                                                              | 統計時兩變數相關，實際上兩者卻無因果關係的現象，可能是干擾因子、潛藏變數等原因造成。 |
| 相關不蘊涵因果                         | Cum hoc ergo propter hoc; Correlation does not imply causation                     | 主張甲事與乙事一起發生、或統計上甲事與乙事有正相關，因此甲事一定是乙事的原因。 |
| 後此謬誤、後此故因此、巧合關係         | Post hoc ergo propter hoc; Post hoc; Coincidental correlation                      | 主張乙事在甲事之後發生、或統計上乙事總是在甲事增加之後增加，因此甲事一定是乙事的原因。 |
| 迴歸謬誤                               | Regression fallacy                                                                 | 非常態的甲事發生以後，用乙措施處理後甲事扭轉，便斷定乙措施可扭轉甲事。然而非常態的事發生後，本來就比較容易發生較接近常態的事。 |
| 倒果為因或因果倒置                     | Wrong direction                                                                    | 把原因誤認為是結果，或把結果誤認為是原因。 |
| 單因謬誤或複合原因                     | Fallacy of the single cause; Complex cause                                         | 認定某事由一個原因造成，而未考慮可能是由許多原因共同導致。 |
| 無足輕重                               | Genuine but insignificant cause                                                    | 考慮有關但不重要的原因，卻遺漏了更重要的原因。 |
| 複合結果                               | Joint effect                                                                       | 將甲事與乙事建立因果關聯，但實際上兩者都是丙事造成的結果。 |
| 滑坡謬誤                               | Slippery slope                                                                     | 使用連串的因果推論，卻誇大了每個環節的因果強度，造成不合理的結論。 |
| 不當預設的謬誤                         | Fallacy of inappropriate presumption                                               | 泛指各種把語境中不應視為理所當然的前提視為理所當然，而產生的不恰當推理或言行。 |
| 乞題或竊取論點                         | Begging the question; Petitio principii                                            | 論證的前提預設了結論或其他有爭議、不應視為理所當然的事。乞题的界定可大致归为两大类，一为承续亚氏的界定，将乞题定义为“预设了结论为真”，这是一种语形上的界定，即循环论证；亦有人提出语用判准，将乞题定义为“预设了不应预设的前提”，以含括更多直觉上为不当预设的不恰当推理。 |
| 乞題類比                               | Question-begging analogy                                                           | 使用類比推論，但類比的強度取決於原先的有爭議論點。 |
| 套套邏輯或同義反覆                     | Tautology                                                                          | 論點被質疑時，假定原論點為真，用直接推論出來的命題（即同義反覆的命題）回應質疑。這種回應不當預設了原論點為真，因而無說服力。 |
| 循環論證或循環推理                     | Circular reasoning; Circular argument                                              | 狹義的意思是循環證成，即論點的真確性最終由自身支持的推理方式。廣義的意思還包括循環因果、循環定義、循環解釋等有循環支持結構的主張或推理。 |
| 循環證成                               | Circular justification                                                             | 論點的真確性最終由自身支持。 |
| 循環因果                               | Circular cause and consequence                                                     | 某事的原因回歸到某事本身解釋。 |
| 循環定義                               | Circular definition                                                                | 定義某詞語的詞語最終需用某詞語本身來定義。 |
| 循環解釋                               | Circular explanation                                                               | 把一件事換句話說以解釋自身。 |
| 小小人論證                             | Homunculus argument                                                                | 一種無限迴歸式的解釋，令人難以真的瞭解。 |
| 既定觀點用詞、情感性用語、或偏見性用語 | Loaded Words; Loaded language; Loaded term; Emotive language; Prejudicial language | 描述客觀事實時，不採用一般的字詞，而使用帶有情感、評價意義的。 |
| 假兩難推理或非黑即白                   | Black-or-white; False dilemma; False dichotomy; Bifurcation; Either-or             | 主張要么A情况要么B情况，卻忽略了還有其他可能。 |
| 假合取或捆包謬誤                       | False conjunctiona; Package-deal fallacy                                           | 假定在傳統或文化上常常會分類在一起的事物必然會一起出現的謬誤。 |
| 否認對立                               | Denying the correlative                                                            | 情境確實不允許其他可能的情況下，主張其他可能。 |
| 打壓對立                               | Suppressed correlative                                                             | 篡改對立概念的定義，使對立概念難以發生，藉以宣稱某概念的普遍性。 |
| 自然主義謬誤                           | Naturalistic fallacy                                                               | 自然主義謬誤有數種詮釋，其一是把「好」定義為某些自然屬性，如較令人愉悅的、較令人渴望的、較進步的；其二是認為「自然的就是好的」，主張符合自然天性的都是合道德的、應該接受的；其三是指根據實然推論應然。                                                                   |
| 道德主義謬誤                           | Moralistic fallacy                                                                 | 認為「好的就是自然的」，主張合道德的都是自然天性，不合道德的都不是自然天性。 |
| 證明太多                               | Proving too much                                                                   | 論證不只得出了論者想要的結論，還能得出更多顯然不合理的結論。根據歸謬法可知這種論證是失敗的。 |
| 複合問題                               | Complex question; Plurium interrogationum                                          | 問題包括了多個子命題，卻只允許是或否的簡單答案（雙管問題），但一般更常指別有意圖的既定觀點問題。 |
| 雙管問題                               | Double-barreled question                                                           | 問題包括了多個子命題，卻只允許是或否的簡單答案。 |
| 既定觀點問題                           | Loaded question                                                                    | 問題中預設了某些事，答者無論回答是或否都強烈暗示同意了這些事。是雙管問題之中明顯別有意圖的例子。 |
| 誘導性提問或暗示性問題                 | Suggestive question                                                                | 用不當的提問方式限縮、操弄回答者的回答。如直接性提問、重複性提問、強制性提問、確認性提問等等。 |
| 訴諸斷言                               | Appeal to assertion                                                                | 不斷聲稱自己的論點是對的，而不提供其他理據。像是例如不斷聲稱「死刑無助治安」卻沒給出根據。 |
| 訴諸對立                               | Argument by contradiction                                                          | 不斷聲稱對方論點的對立論點是錯的，而不提供其他理據。例如對方說要往東，便說要往西。 |
| 訴諸頑固                               | Argumentum ad lapidem; Appeal to the stone                                         | 不斷聲稱對方的論點不合理、不可信，而不提供其他理據。 |
| 訴諸反覆                               | Argumentum ad nauseam; Argument from repetition                                    | 聲稱自己的論點已充分討論過很多次、目前都沒被駁倒等等，而不提供其他理據。 |
| 訴諸冗贅                               | Argumentum verbosium; Proof by verbosity                                           | 蓄意使用艱澀難懂的數學算式或專業術語，令人難以反駁，即使其結論顯然沒道理或與論證無關。 |
| 亂槍打鳥論證                           | Shotgun argumentation                                                              | 提出大量論述使反對者無法一一反駁，儘管這些論述幾乎都不合理或有謬誤。 |
| 混淆充要条件                           | Necessary and Sufficient Condition                                                 | 将“充分条件”或“必要条件”当作“充要条件”使用，从而提出极具迷惑性的谬论。 |

## 外部連結
- Gary N. Curtis. .   [2014-04-26]. （原始内容存档于2015-10-01） （英语）.